# Список наград и номинаций Джея Коула

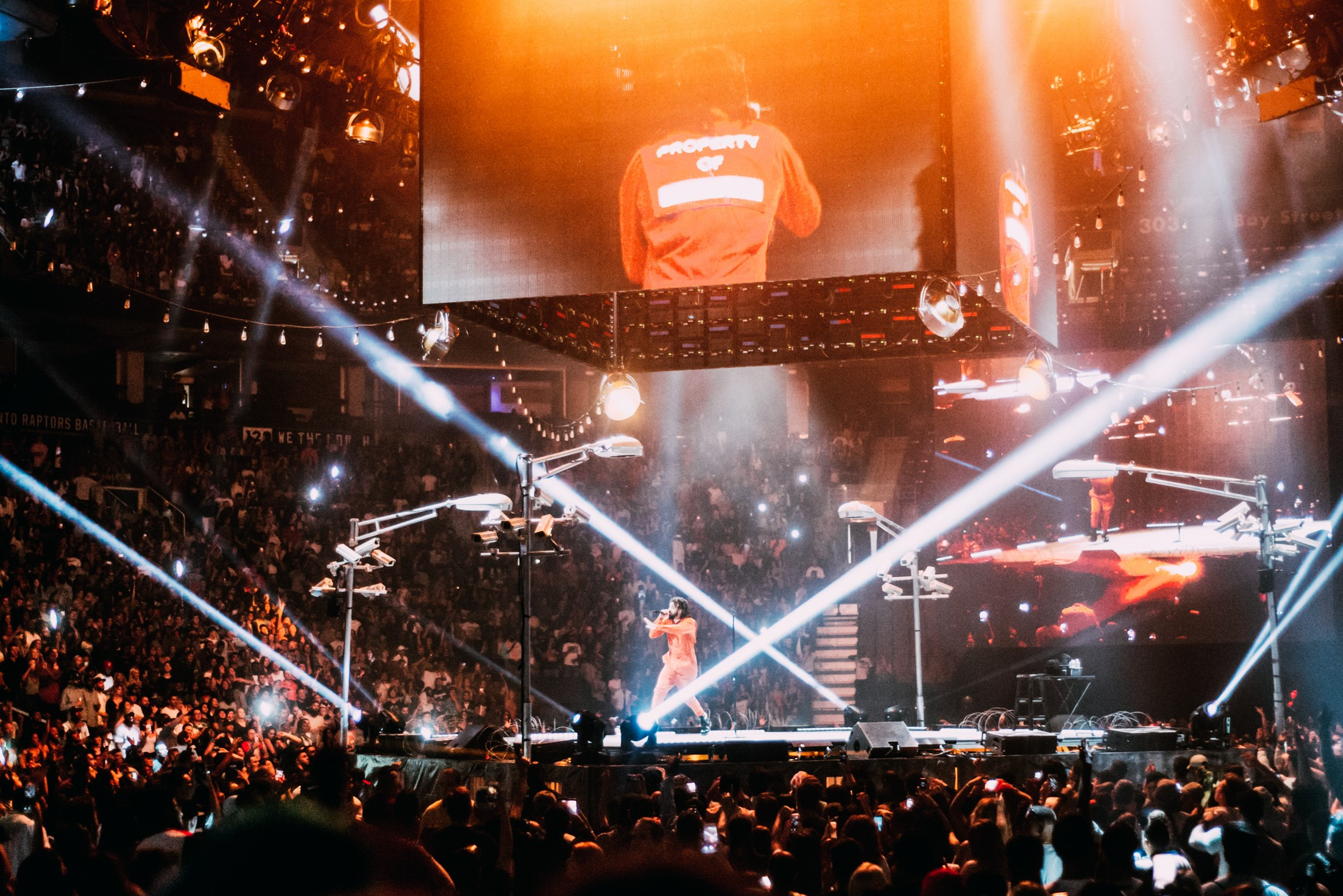
Выступление Коула в 2017 году

Ниже приведен список наград и номинаций, полученных музыкантом и продюсером из Северной Каролины Джеем Коулом.

## American Music Awards
| Год  | Номинируемая работа            | Категория                  | Результат | Пр.   |
| ---- | ------------------------------ | -------------------------- | --------- | ----- |
| 2012 | Джей Коул                      | Новый артист года          | Номинация | [ 1 ] |
| 2012 | Cole World: The Sideline Story | Любимый рэп/хип-хоп альбом | Номинация | [ 1 ] |
| 2015 | 2014 Forest Hills Drive        | Любимый рэп/хип-хоп альбом | Номинация | [ 2 ] |

## BET Awards
| Год  | Номинируемая работа | Категория                          | Результат | Пр.   |
| ---- | ------------------- | ---------------------------------- | --------- | ----- |
| 2011 | Джей Коул           | Лучший новый артист                | Номинация | [ 3 ] |
| 2012 | Джей Коул           | Лучший мужской хип-хоп исполнитель | Номинация | [ 4 ] |
| 2012 | «Party (Remix)»     | Лучшая совместная работа           | Номинация | [ 4 ] |
| 2014 | Джей Коул           | Лучший мужской хип-хоп исполнитель | Номинация | [ 5 ] |
| 2016 | Джей Коул           | Лучший мужской хип-хоп исполнитель | Номинация | [ 6 ] |
| 2017 | Джей Коул           | Лучший мужской хип-хоп исполнитель | Номинация | [ 7 ] |
| 2017 | 4 Your Eyez Only    | Альбом года                        | Номинация | [ 7 ] |
| 2018 | Джей Коул           | Лучший мужской хип-хоп исполнитель | Номинация | [ 8 ] |

## BET Hip Hop Awards
| Год  | Номинируемая работа                            | Категория                                            | Результат | Пр.    |
| ---- | ---------------------------------------------- | ---------------------------------------------------- | --------- | ------ |
| 2011 | Friday Night Lights                            | Лучший микстейп                                      | Победа    | [ 9 ]  |
| 2012 | Cole World: The Sideline Story                 | Компакт-диск года                                    | Номинация | [ 10 ] |
| 2012 | Джей Коул                                      | MVP года                                             | Номинация | [ 10 ] |
| 2012 | Джей Коул                                      | Продюсер года                                        | Номинация | [ 10 ] |
| 2012 | Джей Коул                                      | Лирик года                                           | Номинация | [ 10 ] |
| 2012 | Джей Коул                                      | Лучший живой исполнитель                             | Номинация | [ 10 ] |
| 2012 | «Nobody's Perfect» (совместно с Missy Elliott) | Идеальная комбо-награда Риза (Лучшее сотрудничество) | Номинация | [ 10 ] |
| 2013 | Born Sinner                                    | Альбом года                                          | Номинация | [ 11 ] |
| 2013 | «Power Trip» (совместно с Мигель)              | Лучший коллаборация, дуэт или группа                 | Номинация | [ 11 ] |
| 2013 | «Power Trip» (совместно с Мигель)              | Лучшее хип-хоп видео                                 | Номинация | [ 11 ] |
| 2013 | «Power Trip» (совместно с Мигель)              | Трек года                                            | Номинация | [ 11 ] |
| 2013 | «Power Trip» (совместно с Мигель)              | Премия народного чемпиона                            | Номинация | [ 11 ] |
| 2013 | Джей Коул                                      | MVP года                                             | Номинация | [ 11 ] |
| 2013 | Джей Коул                                      | Продюсер года                                        | Номинация | [ 11 ] |
| 2013 | Джей Коул                                      | Лирик года                                           | Номинация | [ 11 ] |
| 2013 | Джей Коул                                      | Лучший живой исполнитель                             | Номинация | [ 11 ] |
| 2013 | «Crooked Smile» (совместно с TLC)              | Impact Track                                         | Победа    | [ 11 ] |
| 2014 | «Crooked Smile» (совместно с TLC)              | Лучшее хип-хоп видео                                 | Номинация | [ 12 ] |
| 2014 | Джей Коул                                      | Лирик года                                           | Номинация | [ 12 ] |
| 2015 | Джей Коул                                      | Лирик года                                           | Номинация | [ 13 ] |
| 2015 | Джей Коул                                      | MVP года                                             | Номинация | [ 13 ] |
| 2015 | Джей Коул                                      | Продюсер года                                        | Номинация | [ 13 ] |
| 2015 | Джей Коул                                      | Лучший живой исполнитель                             | Победа    | [ 13 ] |
| 2015 | Джей Коул                                      | Hustler года                                         | Номинация | [ 13 ] |
| 2015 | 2014 Forest Hills Drive                        | Альбом года                                          | Победа    | [ 13 ] |
| 2015 | «Apparently»                                   | Impact Track                                         | Номинация | [ 13 ] |
| 2015 | "Be Free"                                      | Impact Track                                         | Номинация | [ 13 ] |
| 2016 | «Love Yourz»                                   | Impact Track                                         | Победа    | [ 14 ] |
| 2016 | Джей Коул                                      | Лирик года                                           | Номинация | [ 14 ] |
| 2016 | Джей Коул                                      | Лучший живой исполнитель                             | Номинация | [ 14 ] |
| 2017 | 4 Your Eyez Only                               | Альбома года                                         | Номинация | [ 15 ] |
| 2018 | Джей Коул                                      | Лирик года                                           | Номинация | [ 16 ] |
| 2018 | Джей Коул                                      | MVP года                                             | Номинация | [ 16 ] |
| 2018 | KOD                                            | Альбома года                                         | Номинация | [ 16 ] |

## Billboard Music Awards
| Год  | Номинируемая работа         | Категория         | Результат | Пр.    |
| ---- | --------------------------- | ----------------- | --------- | ------ |
| 2014 | Born Sinner                 | Лучший рэп альбом | Номинация | [ 17 ] |
| 2015 | 2014 Forest Hills Drive     | Лучший рэп альбом | Победа    | [ 18 ] |
| 2015 | Джей Коул                   | Лучший рэп артист | Номинация | [ 18 ] |
| 2017 | Джей Коул                   | Лучший рэп артист | Номинация | [ 19 ] |
| 2017 | 4 Your Eyez Only            | Лучший рэп альбом | Номинация | [ 19 ] |
| 2018 | 4 Your Eyez Only World Tour | Лучший рэп тур    | Номинация | [ 20 ] |

## Грэмми
| Год  | Номинируемая работа                         | Категория                       | Результат | Пр.    |
| ---- | ------------------------------------------- | ------------------------------- | --------- | ------ |
| 2012 | Джей Коул                                   | Лучший новый артист             | Номинация | [ 21 ] |
| 2014 | «Power Trip» (совместно с Мигель)           | Лучшее рэп-/песенное исполнение | Номинация | [ 22 ] |
| 2016 | «Planez» (совместно с Jeremih)              | Лучшее вокальное R&B исполнение | Номинация | [ 23 ] |
| 2016 | «Apparently»                                | Лучшее рэп-исполнение           | Номинация | [ 23 ] |
| 2016 | 2014 Forest Hills Drive                     | Лучший рэп-альбом               | Номинация | [ 23 ] |
| 2019 | Pretty Little Fears (совместно с 6LACK)     | Лучшее рэп-/песенное исполнение | Номинация | [ 24 ] |
| 2019 | Come Through and Chill (совместно с Мигель) | Лучшая R&B песня                | Номинация | [ 24 ] |

## iHeartRadio Music Awards
| Год  | Номинируемая работа            | Категория           | Результат | Пр.    |
| ---- | ------------------------------ | ------------------- | --------- | ------ |
| 2016 | «Planez» (совместно с Jeremih) | R&B песня года      | Номинация | [ 25 ] |
| 2016 | Джей Коул                      | Хип-хоп-артист года | Номинация | [ 25 ] |
| 2017 | Джей Коул                      | Хип-хоп-артист года | Номинация | [ 26 ] |

## MTV Europe Music Awards
| Год  | Номинируемая работа | Категория            | Результат | Пр.    |
| ---- | ------------------- | -------------------- | --------- | ------ |
| 2018 | Фестиваль Wireless  | Лучшая мировая сцена | Номинация | [ 27 ] |

## MTV Video Music Awards
| Год  | Номинируемая работа               | Категория                            | Результат | Пр.    |
| ---- | --------------------------------- | ------------------------------------ | --------- | ------ |
| 2013 | «Power Trip» (совместно с Мигель) | Лучшее хип-хоп видео                 | Номинация | [ 28 ] |
| 2014 | «Crooked Smile» (совместно с TLC) | Лучшее видео с социальным сообщением | Номинация | [ 29 ] |
| 2018 | «ATM (Addicted to Money)»         | Лучшее хип-хоп видео                 | Номинация |        |
| 2018 | «ATM (Addicted to Money)»         | Лучшее художественное направление    | Номинация |        |

## MTVU Woodie Awards
| Год  | Номинируемая работа | Категория                                | Результат | Пр.    |
| ---- | ------------------- | ---------------------------------------- | --------- | ------ |
| 2012 | Джей Коул           | Woodie года: серия популярных микстейпов | Номинация | [ 30 ] |

## Soul Train Music Awards
| Год  | Номинируемая работа             | Категория                 | Результат | Пр.    |
| ---- | ------------------------------- | ------------------------- | --------- | ------ |
| 2012 | Джей Коул                       | Лучший новый артист       | Номинация | [ 31 ] |
| 2013 | «Power Trip» совместно с Мигель | Лучшая хип-хоп песня года | Номинация | [ 32 ] |
| 2013 | «Power Trip» совместно с Мигель | Лучшее сотрудничество     | Номинация | [ 32 ] |
| 2013 | «Crooked Smile» совместно с TLC | Премия Эшфорда и Симпсона | Номинация | [ 32 ] |
| 2015 | «Apparently»                    | Премия Эшфорда и Симпсона | Номинация | [ 33 ] |